# Unnerico
Unnerico o Unerico (415/420 – 23 dicembre 484) è stato Re dei Vandali e Alani, primogenito di Genserico. Sposò Eudocia, figlia dell'imperatore romano d'Occidente Valentiniano III, ma la ripudiò nel 472.

## Biografia
Interruppe la politica espansionistica del padre concentrandosi più specificatamente sugli affari interni al proprio regno. Appena salito al trono, temendo una congiura nei suoi confronti, inaugurò il proprio regno facendo uccidere due dei suoi sei fratelli, Teudorico e Teodorico, insieme ai loro figli e alle loro mogli; e per facilitare a successione al figlio, Ilderico, eliminò, con l'esilio o con la morte, altri parenti della famiglia paterna.
Nonostante la sua fede ariana si dimostrò all'inizio del suo regno tollerante con coloro che professavano la religione secondo il credo niceno, arrivando a permettere l'elezione di un nuovo vescovo di Cartagine nel 481, su richiesta dell'imperatore Zenone.
Perseguitò inoltre gli adepti dell'eresia manichea.
Presto iniziò tuttavia a perseguitare anche i cattolici punendo tutti coloro della sua etnia che si erano convertiti e cercando di incamerare tutti i loro possedimenti. Desistendo dal suo intento a causa delle proteste dell'imperatore di Bisanzio, arrivò comunque ad esiliare un gran numero di individui a causa del loro credo religioso. La sua politica nei confronti della religione era contraddittoria al punto che, dopo aver permesso il 1º febbraio 484 un concilio tra vescovi ariani e cattolici il 24 febbraio dello stesso anno emanò un decreto in cui ai sacerdoti cattolici fu proibito di esercitare qualsiasi funzione e di abitare sia in città che nei villaggi, tutte le chiese cattoliche e le loro proprietà passavano al clero ariano; i funzionari regi di fede ortodossa erano privati della loro carica e tutti i cittadini di fede ortodossa erano multati e se perseveravano nella loro fede, qualora non avessero abbracciato la dottrina ariana, entro il 1º giugno dello stesso anno sarebbero stati dichiarati eretici, gli sarebbero stati confiscati i loro beni e sarebbero stati deportati. Al loro deciso rifiuto migliaia di cattolici furono allora esiliati in Corsica e in veri e propri campi di concentramento nell'entroterra africano, dove morirono a centinaia per le condizioni di vita estreme e per la disidratazione.
Il decreto del 24 gennaio 484, in cui ai sacerdoti cattolici fu proibito di esercitare qualsiasi funzione e di abitare sia in città che in campagna, tutte le chiese cattoliche e le loro proprietà passavano al clero ariano. I funzionari regi di fede ortodossa erano privati della loro carica e tutti i cittadini di fede ortodossa erano multati e se perseveravano nella loro fede gli venivano confiscati i loro beni e venivano deportati.
I più fortunati furono rimossi dagli uffici divini, ma fu permesso loro di rimanere presso le precedenti diocesi.
Molti, torturati e bruciati vivi sul rogo, subirono il martirio in quella che fu una delle più crudeli persecuzioni della storia della cristianità.
Per quel che concerne la politica estera Unnerico, anche se non godette della stima e del prestigio del padre, riuscì a far mantenere ai Vandali il controllo delle isole del mediterraneo occidentale, rafforzando ulteriormente la marina.
Nell'entroterra africano tuttavia i Berberi iniziarono sotto il suo regno la conquista della regione corrispondente grossomodo all'odierna Algeria, creando ai Vandali non pochi problemi logistici a causa dei loro continui attacchi che minaccivano i collegamenti e le comunicazioni tra i possedimenti di Cartagine e Tangeri.
Per quel che riguarda la politica interna dello stato resse il potere in modo sanguinario, arrivando a far assassinare alcuni membri della stessa famiglia reale. Fu il primo Vandalo a fregiarsi del titolo di Re dei Vandali e degli Alani.
Colpito alla fine del 484 dalla peste (considerata dai cattolici una punizione divina per le sue persecuzioni), morì dopo pochi giorni il 23 dicembre del medesimo anno. Gli succedette il nipote Gutemondo (che regnò dal 484 al 496).